# Ѵ
Ѵ o Izhitsa (mayúscula Ѵ, minúscula ѵ) fue una letra utilizada en el antiguo alfabeto eslavo eclesiástico.
Su nombre en ruso es И́жица y era usada para representar la letra griega ípsilon (Υ, υ) en palabras derivadas del idioma griego, por ejemplo: сѵнодъ (sünodǔ, "sínodo").
Representaba una vocal cerrada anterior no redondeada /i/, el mismo valor fonético de la letra И. Está basada en la antigua letra del alfabeto glagolítico del mismo nombre "Izhitsa".
En el idioma ruso, el uso de esta letra comenzó a volverse menos común en los siglos XVIII y XIX. Dejó de usarse a partir de la reforma de 1918.
- Datos: Q650565
- Multimedia: Cyrillic Izhitsa / Q650565